# Ginan (Gifu)
Ginan (jap. 岐南町 Ginan-chō) – miasto w Japonii, na wyspie Honsiu, w prefekturze Gifu. Według danych na rok 2020 miejscowość zamieszkiwało 25 881 mieszkańców , a gęstość zaludnienia wyniosła 3271,9 os./km².